# رزيقة عدناني
رزيقة عدناني هي كاتبة جزائريّة مختصّة في الفلسفة وباحثة في الفكر الإسلامي وعضو في المجلس التوجيهي لمؤسسة إسلام فرنسا. أصدرت عدة مؤلفات باللغتين العربيّة والفرنسيّة من بينها «تعطيل العقل في الفكر الإسلامي» و«المصالحة الضرورية» وآخر إصداراتها بدار النشر Upblisher «الإسلام: أين المشكلة؟ تحديات الإصلاح». تكتبُ عدناني في عددٍ من المواقع حيث تنشرُ بشكلٍ دوري مقالاتٍ صحفية باللغتين العربية والفرنسية، وهي المؤسسة والرئيسة للأيام الدولية للفلسفة بالجزائر.

## المسيرة المهنيّة
بدأت حياتها المهنية كأستاذة للفلسفة. وفي عام 2005، توقفت عن التدريس لتتفرغ للبحث. وفي الفترة من 2014 إلى 2016، ألقت محاضرات في جامعة كاين الشعبية حول موضوع "التفكير في الإسلام". وفي عام 2017، انضمت إلى المجلس التوجيهي لمؤسسة الإسلام في فرنسا ثم قدمت دورة مؤتمرات حول الفكر الإسلامي في جامعة نانت الدائمة (خدمة جامعة نانت).
برزت عدناني من خلال مقالاتها الناقدة وحضورها شبه الدائم في عددٍ من البرامج الحواريّة في بعض القنوات التلفازية العربية والأجنبيّة (وخاصّة الفرنسية) على حدٍّ سواء. زادت شهرة عدناني حينما أصدرت كتابها المعنون «تعطيل العقل في الفكر الإسلامي»، وهو الكتاب الذي تناولت فيه العقل وكيف يُمكن تعطيله في نوعٍ من أنواع الفكر الإسلامي.

## آراء
تُركّز عدناني في كتابتها على أهمية إعادة النظر في الكثير من المسّلمات المتعلقة بالفكر الإسلامي، وبضرورة خوض الإصلاح وتحدّي الموروث، وعدم الخوف من طرح الأسئلة والتحليل. تتحدث عدناني أيضًا في كتابتها – وحتى في حواراتها – عن ظاهرة تعطيل عمل العقل في الفكر الإسلامي وما له من علاقة بطريقة تفكيرنا خاصة لما يكون موضع هذا التفكير هو الإسلام نفسه. تعمدُ الكاتبة إلى توضيح مفهوم الفكر الإسلامي ومفهوم العقل الذي تتناوله المشكلة المطروحة، فالفكر الإسلامي – بحسب تعريفها – هو كل ما أنتجه فكر المسلمين حين أخذ الإسلام موضوعا للبحث. أما العقل فهو العقل بالمعنى الإبستمولوجي الذي يعني مجموعة من القوانين التي تجنب الفكر الوقوع في الأخطاء المنطقية أو التناقض. فالكاتبة تشبهه بالإسمنت الذي يربط بين قضايا الفكر حتى تأتي قضاياه متماسكة ومترابطة وطريقة تفكيره محكمة.
ترى الكاتبة أن الفكر الإسلامي بتفرع مسائله ومشاكله يمكن تلخيصه في مشكلة أساسية واحدة هي مشكلة الفكر كمصدر للمعرفة منذ اللحظة التي شعر فيها المسلمون أنهم في حاجة إلى استعمال فكرهم لمعرفة القوانين التشريعية التي يواجهون بها مشاكلهم.

## قائمة أعمالها
هذه قائمةٌ بأبرز أعمال الكاتبة والناشطة الجزائرية رزيقة عدناني:
- تعطيل العقل في الفكر الإسلامي[18]
- المصالحة الضرورية[19]
- الإسلام: أين المشكلة؟ تحديات الإصلاح[20]